# 1962 na televisão
Nesta página encontram-se os fatos, estreias e términos sobre televisão que aconteceram durante o ano de 1962.

## Eventos

### Março
- 13 de março — Entra no ar a TV Alterosa, em Belo Horizonte, Minas Gerais.

### Dezembro
- 29 de dezembro — Entra no ar a TV Gaúcha (atual RBS TV Porto Alegre), afiliada da Rede de Emissoras Unidas em Porto Alegre, Rio Grande do Sul.

## Programas

### Março
- 6 de março — Termina Sítio do Pica-Pau Amarelo na Rede Tupi.

## Nascimentos
| Data            | Nome                  | Profissão                       | Nacionalidade                      | Observações | Ref   |
| --------------- | --------------------- | ------------------------------- | ---------------------------------- | ----------- | ----- |
| 17 de janeiro   | Jim Carrey            | ator                            | Estados Unidos · Canadá (nasc.)    |             |       |
| 26 de janeiro   | Denise Milfont        | atriz                           | Brasil                             |             |       |
| 17 de fevereiro | Lou Diamond Phillips  | ator                            | Estados Unidos · Filipinas (nasc.) |             |       |
| 22 de fevereiro | Steve Irwin           | naturalista                     | Austrália                          | m. 2006     | [ 1 ] |
| 23 de fevereiro | Miguel de Leon        | ator                            | Venezuela                          |             |       |
| 26 de fevereiro | Domingos Montagner    | ator                            | Brasil                             | m. 2016     | [ 2 ] |
| 4 de março      | Paulo Guarnieri       | ator, dramaturgo e empresário   | Brasil                             |             |       |
| 8 de março      | Tom Cavalcante        | humorista e apresentador        | Brasil                             |             |       |
| 19 de março     | Júlio Levy            | ator                            | Brasil                             |             |       |
| 21 de março     | Matthew Broderick     | ator                            | Estados Unidos                     |             |       |
| 25 de março     | Marcia Cross          | atriz                           | Estados Unidos                     |             |       |
| 29 de março     | Cléber Machado        | jornalista e locutor esportivo  | Brasil                             |             |       |
| 12 de maio      | Emilio Estevez        | ator                            | Estados Unidos                     |             |       |
| 19 de abril     | Eduardo Galvão        | ator                            | Brasil                             | m. 2020     | [ 3 ] |
| 24 de maio      | Luiza Brunet          | modelo, atriz e empresária      | Brasil                             |             |       |
| 29 de maio      | Luís Roberto de Múcio | jornalista e locutor esportivo  | Brasil                             |             |       |
| 31 de maio      | Victoria Ruffo        | atriz                           | México                             |             |       |
| 5 de junho      | Duda Ribeiro          | ator, diretor e roteirista      | Brasil                             |             |       |
| 10 de junho     | Gina Gershon          | atriz e cantora                 | Estados Unidos                     |             |       |
| 10 de junho     | Carolyn Hennesy       | atriz                           | Estados Unidos                     |             |       |
| 19 de junho     | Paula Abdul           | cantora, dançarina e coreógrafa | Estados Unidos                     |             |       |
| 21 de junho     | Ernesto Piccolo       | diretor de teatro e ator        | Brasil                             |             |       |
| 25 de junho     | Bussunda              | humorista                       | Brasil                             | m. 2006     | [ 4 ] |
| 3 de julho      | Cláudio Fontana       | ator                            | Brasil                             |             |       |
| 22 de julho     | Márcia Goldschmidt    | apresentadora de televisão      | Brasil                             |             |       |
| 25 de julho     | Nelson Freitas        | ator e humorista                | Brasil                             |             |       |
| 31 de julho     | Wesley Snipes         | ator                            | Estados Unidos                     |             |       |
| 13 de agosto    | Marcelo Novaes        | ator                            | Brasil                             |             |       |
| 1.º de setembro | Jairo Mattos          | ator e diretor                  | Brasil                             |             |       |
| 17 de setembro  | Fátima Bernardes      | jornalista                      | Brasil                             |             |       |
| 29 de setembro  | Eliane Costa          | atriz                           | Brasil                             |             |       |
| 13 de outubro   | Kelly Preston         | atriz                           | Estados Unidos                     | m. 2020     | [ 5 ] |
| 28 de novembro  | Jon Stewart           | humorista                       | Estados Unidos                     |             |       |
| 28 de novembro  | Soraya Ravenle        | atriz e cantora                 | Brasil                             |             |       |
| 9 de dezembro   | Felicity Huffman      | atriz                           | Estados Unidos                     |             |       |
| 31 de dezembro  | Pedro Cardoso         | ator                            | Brasil                             |             |       |

## Mortes
|  |